# Démographie des provinces en Espagne
 (mai 2012).
Cet article présente l'évolution démographique des 50 provinces qui structurent le territoire de l'Espagne.

## Andalousie
| Provinces  | Population au 1er janvier | Population au 1er janvier | Population au 1er janvier | Population au 1er janvier | Population au 1er janvier | Population au 1er janvier | Population au 1er janvier | Population au 1er janvier | Accr. 1998-06 | en %  |
| Provinces  | 1998                      | 2001                      | 2002                      | 2003                      | 2004                      | 2005                      | 2006                      | 2007                      | Accr. 1998-06 | en %  |
| ---------- | ------------------------- | ------------------------- | ------------------------- | ------------------------- | ------------------------- | ------------------------- | ------------------------- | ------------------------- | ------------- | ----- |
| Andalousie | 7.236.459                 | 7.403.968                 | 7.478.432                 | 7.606.848                 | 7.687.518                 | 7.849.799                 | 7.975.672                 |                           | 739.213       | 10,22 |
| Almería    | 505.448                   | 533.168                   | 546.498                   | 565.310                   | 580.077                   | 612.315                   | 635.850                   |                           |               |       |
| Cadix      | 1.107.484                 | 1.131.346                 | 1.140.793                 | 1.155.724                 | 1.164.374                 | 1.180.817                 | 1.194.062                 |                           |               |       |
| Cordoue    | 767.175                   | 769.625                   | 771.131                   | 775.944                   | 779.870                   | 784.376                   | 788.287                   |                           |               |       |
| Grenade    | 801.177                   | 812.637                   | 818.959                   | 828.107                   | 841.687                   | 860.898                   | 876.184                   |                           |               |       |
| Huelva     | 453.958                   | 461.730                   | 464.934                   | 472.446                   | 476.707                   | 483.792                   | 492.174                   |                           |               |       |
| Jaén       | 645.792                   | 645.781                   | 647.387                   | 651.565                   | 654.458                   | 660.284                   | 662.751                   |                           |               |       |
| Malaga     | 1.240.580                 | 1.302.240                 | 1.330.010                 | 1.374.890                 | 1.397.925                 | 1.453.409                 | 1.491.287                 |                           |               |       |
| Séville    | 1.714.845                 | 1.747.441                 | 1.758.720                 | 1.782.862                 | 1.792.420                 | 1.813.908                 | 1.835.077                 |                           |               |       |
| ESPAGNE    | 39.852.651                | 41.116.842                | 41.837.894                | 42.717.064                | 43.197.684                | 44.108.530                | 44.708.964                | 45.200.737                | 5.264.243     | 13,21 |

## Aragon
| Provinces | Population au 1er janvier | Population au 1er janvier | Population au 1er janvier | Population au 1er janvier | Population au 1er janvier | Population au 1er janvier | Population au 1er janvier | Population au 1er janvier | Accr. 1998-06 | en %  |
| Provinces | 1998                      | 2001                      | 2002                      | 2003                      | 2004                      | 2005                      | 2006                      | 2007                      | Accr. 1998-06 | en %  |
| --------- | ------------------------- | ------------------------- | ------------------------- | ------------------------- | ------------------------- | ------------------------- | ------------------------- | ------------------------- | ------------- | ----- |
| Aragón    | 1.183.234                 | 1.199.753                 | 1.217.514                 | 1.230.090                 | 1.249.584                 | 1.269.027                 | 1.277.471                 |                           | 94.237        | 7,96  |
| Huesca    | 204.956                   | 205.955                   | 208.963                   | 211.286                   | 212.901                   | 215.864                   | 218.023                   |                           |               |       |
| Teruel    | 136.840                   | 136.233                   | 137.342                   | 138.686                   | 139.333                   | 141.091                   | 142.160                   |                           |               |       |
| Saragosse | 841.438                   | 857.565                   | 871.209                   | 880.118                   | 897.350                   | 912.072                   | 917.288                   |                           |               |       |
| ESPAGNE   | 39.852.651                | 41.116.842                | 41.837.894                | 42.717.064                | 43.197.684                | 44.108.530                | 44.708.964                | 45.200.737                | 5.264.243     | 13,21 |

## Asturies et Îles Baléares
| Provinces     | Population au 1er janvier | Population au 1er janvier | Population au 1er janvier | Population au 1er janvier | Population au 1er janvier | Population au 1er janvier | Population au 1er janvier | Population au 1er janvier | Accr. 1998-06 | en %  |
| Provinces     | 1998                      | 2001                      | 2002                      | 2003                      | 2004                      | 2005                      | 2006                      | 2007                      | Accr. 1998-06 | en %  |
| ------------- | ------------------------- | ------------------------- | ------------------------- | ------------------------- | ------------------------- | ------------------------- | ------------------------- | ------------------------- | ------------- | ----- |
| Asturies      | 1.081.834                 | 1.075.329                 | 1.073.971                 | 1.075.381                 | 1.073.761                 | 1.076.635                 | 1.076.896                 |                           | -4.938        | -0,46 |
| Îles Baléares | 796.483                   | 878.627                   | 916.968                   | 947.361                   | 955.045                   | 983.131                   | 1.001.062                 |                           | 204.579       | 25,69 |
| ESPAGNE       | 39.852.651                | 41.116.842                | 41.837.894                | 42.717.064                | 43.197.684                | 44.108.530                | 44.708.964                | 45.200.737                | 5.264.243     | 13,21 |

## Îles Canaries
| Provinces     | Population au 1er janvier | Population au 1er janvier | Population au 1er janvier | Population au 1er janvier | Population au 1er janvier | Population au 1er janvier | Population au 1er janvier | Population au 1er janvier | Accr. 1998-06 | en %  |
| Provinces     | 1998                      | 2001                      | 2002                      | 2003                      | 2004                      | 2005                      | 2006                      | 2007                      | Accr. 1998-06 | en %  |
| ------------- | ------------------------- | ------------------------- | ------------------------- | ------------------------- | ------------------------- | ------------------------- | ------------------------- | ------------------------- | ------------- | ----- |
| Îles Canaries | 1.630.015                 | 1.781.366                 | 1.843.755                 | 1.894.868                 | 1.915.540                 | 1.968.280                 | 1.995.833                 |                           | 365.818       | 22,44 |
| Las Palmas    | 849.863                   | 924.558                   | 951.037                   | 979.606                   | 987.128                   | 1.011.928                 | 1.024.186                 |                           |               |       |
| Santa Cruz    | 780.152                   | 856.808                   | 892.718                   | 915.262                   | 928.412                   | 956.352                   | 971.647                   |                           |               |       |
| ESPAGNE       | 39.852.651                | 41.116.842                | 41.837.894                | 42.717.064                | 43.197.684                | 44.108.530                | 44.708.964                | 45.200.737                | 5.264.243     | 13,21 |

## Cantabrie
| Province  | Population au 1er janvier | Population au 1er janvier | Population au 1er janvier | Population au 1er janvier | Population au 1er janvier | Population au 1er janvier | Population au 1er janvier | Population au 1er janvier | Accr. 1998-06 | en %  |
| Province  | 1998                      | 2001                      | 2002                      | 2003                      | 2004                      | 2005                      | 2006                      | 2007                      | Accr. 1998-06 | en %  |
| --------- | ------------------------- | ------------------------- | ------------------------- | ------------------------- | ------------------------- | ------------------------- | ------------------------- | ------------------------- | ------------- | ----- |
| Cantabrie | 527.137                   | 537.606                   | 542.275                   | 549.690                   | 554.784                   | 562.309                   | 568.091                   |                           | 40.954        | 7,77  |
| ESPAGNE   | 39.852.651                | 41.116.842                | 41.837.894                | 42.717.064                | 43.197.684                | 44.108.530                | 44.708.964                | 45.200.737                | 5.264.243     | 13,21 |

## Castille-et-León
| Provinces     | Population au 1er janvier | Population au 1er janvier | Population au 1er janvier | Population au 1er janvier | Population au 1er janvier | Population au 1er janvier | Population au 1er janvier | Population au 1er janvier | Accr. 1998-06 | en %  |
| Provinces     | 1998                      | 2001                      | 2002                      | 2003                      | 2004                      | 2005                      | 2006                      | 2007                      | Accr. 1998-06 | en %  |
| ------------- | ------------------------- | ------------------------- | ------------------------- | ------------------------- | ------------------------- | ------------------------- | ------------------------- | ------------------------- | ------------- | ----- |
| Castille/León | 2.484.603                 | 2.479.425                 | 2.480.369                 | 2.487.646                 | 2.493.918                 | 2.510.849                 | 2.523.020                 |                           | 38.417        | 1,55  |
| Ávila         | 167.132                   | 163.885                   | 165.138                   | 165.480                   | 166.108                   | 167.032                   | 167.818                   |                           |               |       |
| Burgos        | 346.355                   | 349.810                   | 352.723                   | 355.205                   | 356.437                   | 361.021                   | 363.874                   |                           |               |       |
| León          | 506.365                   | 499.517                   | 496.655                   | 495.998                   | 492.720                   | 495.902                   | 498.223                   |                           |               |       |
| Palencia      | 179.623                   | 177.345                   | 176.125                   | 175.047                   | 173.990                   | 173.471                   | 173.153                   |                           |               |       |
| Salamanque    | 349.550                   | 350.209                   | 347.120                   | 348.271                   | 350.984                   | 352.414                   | 353.110                   |                           |               |       |
| Ségovie       | 146.755                   | 147.028                   | 149.286                   | 150.701                   | 152.640                   | 155.517                   | 156.598                   |                           |               |       |
| Soria         | 91.593                    | 91.314                    | 91.487                    | 90.954                    | 91.652                    | 92.773                    | 93.503                    |                           |               |       |
| Valladolid    | 492.029                   | 497.961                   | 501.157                   | 506.302                   | 510.863                   | 514.674                   | 519.249                   |                           |               |       |
| Zamora        | 205.201                   | 202.356                   | 200.678                   | 199.688                   | 198.524                   | 198.045                   | 197.492                   |                           |               |       |
| ESPAGNE       | 39.852.651                | 41.116.842                | 41.837.894                | 42.717.064                | 43.197.684                | 44.108.530                | 44.708.964                | 45.200.737                | 5.264.243     | 13,21 |

## Castille-La Manche
| Provinces       | Population au 1er janvier | Population au 1er janvier | Population au 1er janvier | Population au 1er janvier | Population au 1er janvier | Population au 1er janvier | Population au 1er janvier | Population au 1er janvier | Accr. 1998-06 | en %  |
| Provinces       | 1998                      | 2001                      | 2002                      | 2003                      | 2004                      | 2005                      | 2006                      | 2007                      | Accr. 1998-06 | en %  |
| --------------- | ------------------------- | ------------------------- | ------------------------- | ------------------------- | ------------------------- | ------------------------- | ------------------------- | ------------------------- | ------------- | ----- |
| Castille/Manche | 1.716.152                 | 1.755.053                 | 1.782.038                 | 1.815.781                 | 1.848.881                 | 1.894.667                 | 1.932.261                 |                           | 216.109       | 12,59 |
| Albacete        | 358.597                   | 367.283                   | 371.787                   | 376.556                   | 379.448                   | 384.640                   | 387.658                   |                           |               |       |
| Ciudad Real     | 479.474                   | 478.581                   | 484.338                   | 487.670                   | 492.914                   | 500.060                   | 506.864                   |                           |               |       |
| Cuenca          | 199.086                   | 201.526                   | 201.614                   | 202.982                   | 204.546                   | 207.974                   | 208.616                   |                           |               |       |
| Guadalajara     | 159.331                   | 171.532                   | 177.761                   | 185.474                   | 193.913                   | 203.737                   | 213.505                   |                           |               |       |
| Tolède          | 519.664                   | 536.131                   | 546.538                   | 563.099                   | 578.060                   | 598.256                   | 615.618                   |                           |               |       |
| ESPAGNE         | 39.852.651                | 41.116.842                | 41.837.894                | 42.717.064                | 43.197.684                | 44.108.530                | 44.708.964                | 45.200.737                | 5.264.243     | 13,21 |

## Catalogne
| Provinces | Population au 1er janvier | Population au 1er janvier | Population au 1er janvier | Population au 1er janvier | Population au 1er janvier | Population au 1er janvier | Population au 1er janvier | Population au 1er janvier | Accr. 1998-06 | en %  |
| Provinces | 1998                      | 2001                      | 2002                      | 2003                      | 2004                      | 2005                      | 2006                      | 2007                      | Accr. 1998-06 | en %  |
| --------- | ------------------------- | ------------------------- | ------------------------- | ------------------------- | ------------------------- | ------------------------- | ------------------------- | ------------------------- | ------------- | ----- |
| Catalogne | 6.147.610                 | 6.361.365                 | 6.506.440                 | 6.704.146                 | 6.813.319                 | 6.995.206                 | 7.134.697                 |                           | 987.087       | 16,06 |
| Barcelone | 4.666.271                 | 4.804.606                 | 4.906.117                 | 5.052.666                 | 5.117.885                 | 5.226.354                 | 5.309.404                 |                           |               |       |
| Gérone    | 543.191                   | 579.650                   | 598.112                   | 619.692                   | 636.198                   | 664.506                   | 687.331                   |                           |               |       |
| Lerida    | 357.903                   | 365.023                   | 371.055                   | 377.639                   | 385.092                   | 399.439                   | 407.496                   |                           |               |       |
| Tarragone | 580.245                   | 612.086                   | 631.156                   | 654.149                   | 674.144                   | 704.907                   | 730.466                   |                           |               |       |
| ESPAGNE   | 39.852.651                | 41.116.842                | 41.837.894                | 42.717.064                | 43.197.684                | 44.108.530                | 44.708.964                | 45.200.737                | 5.264.243     | 13,21 |

## Estrémadure
| Provinces   | Population au 1er janvier | Population au 1er janvier | Population au 1er janvier | Population au 1er janvier | Population au 1er janvier | Population au 1er janvier | Population au 1er janvier | Population au 1er janvier | Accr. 1998-06 | en %  |
| Provinces   | 1998                      | 2001                      | 2002                      | 2003                      | 2004                      | 2005                      | 2006                      | 2007                      | Accr. 1998-06 | en %  |
| ----------- | ------------------------- | ------------------------- | ------------------------- | ------------------------- | ------------------------- | ------------------------- | ------------------------- | ------------------------- | ------------- | ----- |
| Estrémadure | 1.069.419                 | 1.073.381                 | 1.073.050                 | 1.073.904                 | 1.075.286                 | 1.083.879                 | 1.086.373                 |                           | 16.954        | 1,59  |
| Badajoz     | 663.803                   | 664.251                   | 662.808                   | 663.142                   | 663.896                   | 671.299                   | 673.474                   |                           |               |       |
| Cáceres     | 405.616                   | 409.130                   | 410.242                   | 410.762                   | 411.390                   | 412.580                   | 412.899                   |                           |               |       |
| ESPAGNE     | 39.852.651                | 41.116.842                | 41.837.894                | 42.717.064                | 43.197.684                | 44.108.530                | 44.708.964                | 45.200.737                | 5.264.243     | 13,21 |

## Galice
| Provinces  | Population au 1er janvier | Population au 1er janvier | Population au 1er janvier | Population au 1er janvier | Population au 1er janvier | Population au 1er janvier | Population au 1er janvier | Population au 1er janvier | Accr. 1998-06 | en %  |
| Provinces  | 1998                      | 2001                      | 2002                      | 2003                      | 2004                      | 2005                      | 2006                      | 2007                      | Accr. 1998-06 | en %  |
| ---------- | ------------------------- | ------------------------- | ------------------------- | ------------------------- | ------------------------- | ------------------------- | ------------------------- | ------------------------- | ------------- | ----- |
| Galice     | 2.724.544                 | 2.732.926                 | 2.737.370                 | 2.751.094                 | 2.750.985                 | 2.762.198                 | 2.767.524                 |                           | 42.980        | 1,58  |
| La Corogne | 1.106.325                 | 1.108.002                 | 1.111.886                 | 1.120.814                 | 1.121.344                 | 1.126.707                 | 1.129.141                 |                           |               |       |
| Lugo       | 367.751                   | 364.125                   | 361.782                   | 360.512                   | 358.452                   | 357.625                   | 356.595                   |                           |               |       |
| Orense     | 344.170                   | 344.623                   | 343.768                   | 342.213                   | 340.258                   | 339.555                   | 338.671                   |                           |               |       |
| Pontevedra | 906.298                   | 916.176                   | 919.934                   | 927.555                   | 930.931                   | 938.311                   | 943.117                   |                           |               |       |
| ESPAGNE    | 39.852.651                | 41.116.842                | 41.837.894                | 42.717.064                | 43.197.684                | 44.108.530                | 44.708.964                | 45.200.737                | 5.264.243     | 13,21 |

## Madrid, Murcie et Navarre
| Provinces | Population au 1er janvier | Population au 1er janvier | Population au 1er janvier | Population au 1er janvier | Population au 1er janvier | Population au 1er janvier | Population au 1er janvier | Population au 1er janvier | Accr. 1998-06 | en %  |
| Provinces | 1998                      | 2001                      | 2002                      | 2003                      | 2004                      | 2005                      | 2006                      | 2007                      | Accr. 1998-06 | en %  |
| --------- | ------------------------- | ------------------------- | ------------------------- | ------------------------- | ------------------------- | ------------------------- | ------------------------- | ------------------------- | ------------- | ----- |
| Madrid    | 5.091.336                 | 5.372.433                 | 5.527.152                 | 5.718.942                 | 5.804.829                 | 5.964.143                 | 6.008.183                 | 7.987.348                 | 916.847       | 18,01 |
| Murcie    | 1.115.068                 | 1.190.378                 | 1.226.993                 | 1.269.230                 | 1.294.694                 | 1.335.792                 | 1.370.306                 | 1.400.007                 | 255.238       | 22,89 |
| Navarre   | 530.819                   | 556.263                   | 569.628                   | 578.210                   | 584.734                   | 593.472                   | 601.874                   |                           | 71.055        | 13,39 |
| ESPAGNE   | 39.852.651                | 41.116.842                | 41.837.894                | 42.717.064                | 43.197.684                | 44.108.530                | 44.708.964                | 45.200.737                | 5.264.243     | 13,21 |

## Pays basque
| Provinces   | Population au 1er janvier | Population au 1er janvier | Population au 1er janvier | Population au 1er janvier | Population au 1er janvier | Population au 1er janvier | Population au 1er janvier | Population au 1er janvier | Accr. 1998-06 | en %  |
| Provinces   | 1998                      | 2001                      | 2002                      | 2003                      | 2004                      | 2005                      | 2006                      | 2007                      | Accr. 1998-06 | en %  |
| ----------- | ------------------------- | ------------------------- | ------------------------- | ------------------------- | ------------------------- | ------------------------- | ------------------------- | ------------------------- | ------------- | ----- |
| Pays basque | 2.098.628                 | 2.101.478                 | 2.108.281                 | 2.112.204                 | 2.115.279                 | 2.124.846                 | 2.133.684                 |                           | 35.056        | 1,67  |
| Alava       | 284.595                   | 288.793                   | 291.860                   | 294.360                   | 295.905                   | 299.957                   | 301.926                   |                           |               |       |
| Biscaye     | 1.137.594                 | 1.132.616                 | 1.133.444                 | 1.133.428                 | 1.132.861                 | 1.136.181                 | 1.139.863                 |                           |               |       |
| Guipuscoa   | 676.439                   | 680.069                   | 682.977                   | 684.416                   | 686.513                   | 688.708                   | 691.895                   |                           |               |       |
|             |                           |                           |                           |                           |                           |                           |                           |                           |               |       |
| ESPAGNE     | 39.852.651                | 41.116.842                | 41.837.894                | 42.717.064                | 43.197.684                | 44.108.530                | 44.708.964                | 45.200.737                | 5.264.243     | 13,21 |

## La Rioja
| Provinces | Population au 1er janvier | Population au 1er janvier | Population au 1er janvier | Population au 1er janvier | Population au 1er janvier | Population au 1er janvier | Population au 1er janvier | Population au 1er janvier | Accr. 1998-06 | en %  |
| Provinces | 1998                      | 2001                      | 2002                      | 2003                      | 2004                      | 2005                      | 2006                      | 2007                      | Accr. 1998-06 | en %  |
| --------- | ------------------------- | ------------------------- | ------------------------- | ------------------------- | ------------------------- | ------------------------- | ------------------------- | ------------------------- | ------------- | ----- |
| La Rioja  | 263.644                   | 270.400                   | 281.614                   | 287.390                   | 293.553                   | 301.084                   | 306.377                   |                           | 42.733        | 16,21 |
| ESPAGNE   | 39.852.651                | 41.116.842                | 41.837.894                | 42.717.064                | 43.197.684                | 44.108.530                | 44.708.964                | 45.200.737                | 5.264.243     | 13,21 |

## Communauté valencienne
| Provinces              | Population au 1er janvier | Population au 1er janvier | Population au 1er janvier | Population au 1er janvier | Population au 1er janvier | Population au 1er janvier | Population au 1er janvier | Population au 1er janvier | Accr. 1998-06 | en %  |
| Provinces              | 1998                      | 2001                      | 2002                      | 2003                      | 2004                      | 2005                      | 2006                      | 2007                      | Accr. 1998-06 | en %  |
| ---------------------- | ------------------------- | ------------------------- | ------------------------- | ------------------------- | ------------------------- | ------------------------- | ------------------------- | ------------------------- | ------------- | ----- |
| Communauté valencienne | 4.023.441                 | 4.202.608                 | 4.326.708                 | 4.470.885                 | 4.543.304                 | 4.692.449                 | 4.806.908                 |                           | 783.467       | 19,47 |
| Alicante               | 1.388.933                 | 1.490.265                 | 1.557.968                 | 1.632.349                 | 1.657.040                 | 1.732.389                 | 1.783.555                 |                           |               |       |
| Castellón.             | 461.712                   | 485.173                   | 501.237                   | 518.239                   | 527.345                   | 543.432                   | 559.761                   |                           |               |       |
| Valence                | 2.172.796                 | 2.227.170                 | 2.267.503                 | 2.320.297                 | 2.358.919                 | 2.416.628                 | 2.463.592                 |                           |               |       |
| ESPAGNE                | 39.852.651                | 41.116.842                | 41.837.894                | 42.717.064                | 43.197.684                | 44.108.530                | 44.708.964                | 45.200.737                | 5.264.243     | 13,21 |

## Villes de Ceuta et Melilla
| Provinces | Population au 1er janvier | Population au 1er janvier | Population au 1er janvier | Population au 1er janvier | Population au 1er janvier | Population au 1er janvier | Population au 1er janvier | Population au 1er janvier | Accr. 1998-06 | en %  |
| Provinces | 1998                      | 2001                      | 2002                      | 2003                      | 2004                      | 2005                      | 2006                      | 2007                      | Accr. 1998-06 | en %  |
| --------- | ------------------------- | ------------------------- | ------------------------- | ------------------------- | ------------------------- | ------------------------- | ------------------------- | ------------------------- | ------------- | ----- |
| Ceuta     | 72.117                    | 75.694                    | 76.152                    | 74.931                    | 74.654                    | 75.276                    | 75.861                    |                           | 3.744         | 5,19  |
| Melilla   | 60.108                    | 68.789                    | 69.184                    | 68.463                    | 68.016                    | 65.488                    | 66.871                    |                           | 6.763         | 11,25 |
| ESPAGNE   | 39.852.651                | 41.116.842                | 41.837.894                | 42.717.064                | 43.197.684                | 44.108.530                | 44.708.964                | 45.200.737                | 5.264.243     | 13,21 |